# 格令
格令（grain），符號gr，量度質量单位，旧译英厘、個、顆、喱或粒。例如：

据1856年伦敦造币厂对中国流通的银币的一次化验，证明墨西哥银元含纯银371.57英厘（grain），值英币50.21便士，而西班牙加罗拉银元含纯银370.9英厘，值英币50.12便士。

十九世纪末,关平一两折合581.55英厘（grain），即37.68克。

最初是指一粒大麦（grain，穀物）的質量。
从1958年开始，1格令的質量正式确定为1/7000常衡磅。即1格令=1/7000常衡磅=1/5760金衡磅=0.06479891克=64.79891毫克。